# Ceropsilopa
Ceropsilopa Cresson, 1917 è un genere di insetti della famiglia degli Ephydridae (Diptera: Schizophora).

## Descrizione
Gli adulti sono simili a quelli dei generi Psilopa e Leptopsilopa e presentano i caratteri generali della tribù degli Psilopini, da cui si distinguono principalmente per la conformazione delle antenne.
Il capo ha fronte ampia, faccia convessa, quasi carenata, apertura boccale retratta con clipeo sporgente, occhi glabri, gene con margine posteriore arrotondato e ottuso. Le antenne sono ben sviluppate, prostrate, con terzo antennomero molto lungo (rapporto lunghezza/larghezza da 2 a 4), arista lunga e pettinata, pedicello relativamente lungo, di forma conica, privo di lobo apicale e provvisto di una breve spina dorsale. Chetotassi cefalica composta da due setole fronto-orbitali, una proclinata, l'altra reclinata, ocellari e verticali ben sviluppate, pseudopostocellari molto deboli; faccia sostanzialmente glabra con brevi facciali allineate ai margini, parallelamente alle parafacce.
Il torace ha il mesonoto convesso, con chetotassi acrosticale seriata, fra cui si evidenziano due prescutellari. notopleurali due, postalari assenti.
Le ali hanno la costa estesa fino alla terminazione della media.

## Biologia
La biologia di questi efidridi è pressoché sconosciuta. Per alcune specie è documentata la presenza presso ambienti umidi d'acqua salata o salmastra, tuttavia adulti di C. adjuncta sono stati ritrovati anche in aree distanti da specchi d'acqua.
Mathis (1997) infine, ha segnalato la frequenza ricorrente di adulti di C. coquilletti in praterie di Suaeda linearis ipotizzando che questa alofita sia un ospite dell'efidride.

## Sistematica
Per l'affinità con Psilopa e altri generi correlati, Ceropsilopa è storicamente inclusa nella tribù Psilopini, in passato nella sottofamiglia delle Psilopinae, poi scorporata nelle sottofamiglie Gymnomyzinae e Discomyzinae (Zatwarnicki, 1992. Ceropsilopa e la tribù degli Psilopini sono stati collocati nei Discomyzinae. Dopo la revisione di Zatwarnicki (1992), Mathis ha adottato una concezione estesa della sottofamiglia Gymnomyzinae, comprendente anche le tribù Discocerinini e Psilopini, ma, in lavori successivi o più o meno contemporanei, lo stesso autore avalla lo scorporo delle Discomyzinae dalle Gymnomyzinae.

## Specie e distribuzione
Il genere comprende 19 specie ed è rappresentato in tutte le regioni zoogeografiche. La presenza del genere nel Paleartico, tuttavia, è del tutto marginale e si limita alla sola specie C. cupreiventris, il cui areale, prevalentemente orientale, si estende con una propaggine settentrionale fino al Giappone. Il quadro riassuntivo delle specie e relativa distribuzione è il seguente:
- Ceropsilopa adjuncta Cresson, 1925 NT
- Ceropsilopa coquilletti Cresson, 1922 AU NE NT
- Ceropsilopa costalis Wirth, 1956 NE
- Ceropsilopa cupreiventris (Wulp, 1897) PA OR
- Ceropsilopa decussata Cresson, 1925 AU OR
- Ceropsilopa dispar Cresson, 1922 NE
- Ceropsilopa dissimilis Canzoneri & Rampini, 1994 AF
- Ceropsilopa incognita Canzoneri & Rampini, 1998 AF
- Ceropsilopa lacticella Cresson, 1946 AF
- Ceropsilopa longicornis (Lamb, 1912) AF
- Ceropsilopa magnifacies Giordani Soika, 1956 AF
- Ceropsilopa mellipes (Coquillett, 1900) NE NT
- Ceropsilopa nasuta Cresson, 1917 NT
- Ceropsilopa opulens Cresson, 1925 AF
- Ceropsilopa purimana (Cresson, 1925) OR
- Ceropsilopa radiatula (Thomson, 1896) OR
- Ceropsilopa similis Canzoneri & Meneghini, 1969 AF
- Ceropsilopa staffordi Cresson, 1925 NE
- Ceropsilopa tenuicornis Cresson, 1925 AU